# Markt ('s-Hertogenbosch)
De Markt in 's-Hertogenbosch is een centraal plein in de binnenstad. Het op een donk gelegen plein is het hoogste punt van de stad.

## Bezienswaardigheden
- Stadhuis van 's-Hertogenbosch, dit gebouw staat direct aan de Markt. Onder het stadhuis ligt de Raadskelder, die na het Beleg van 's-Hertogenbosch in 1629 enige tijd dienst heeft gedaan als militaire hoofdwacht. Later verhuisde de wacht naar het pand De Leeuwenborgh, ook aan de Markt.
- De Moriaan, een van de oudste bakstenen huizen in Nederland.
- Ensemble van twee nagebouwde middeleeuwse bouwwerken: het Onze-Lieve-Vrouwehuisje (een Mariakapel) en het Puthuis (een stadswaterput).
- Standbeeld Jeroen Bosch, ontworpen door August Falise.
- De Kleine Winst, het huis waarin de schilder Jheronimus Bosch zijn jeugd doorbracht.

## Afbeeldingen

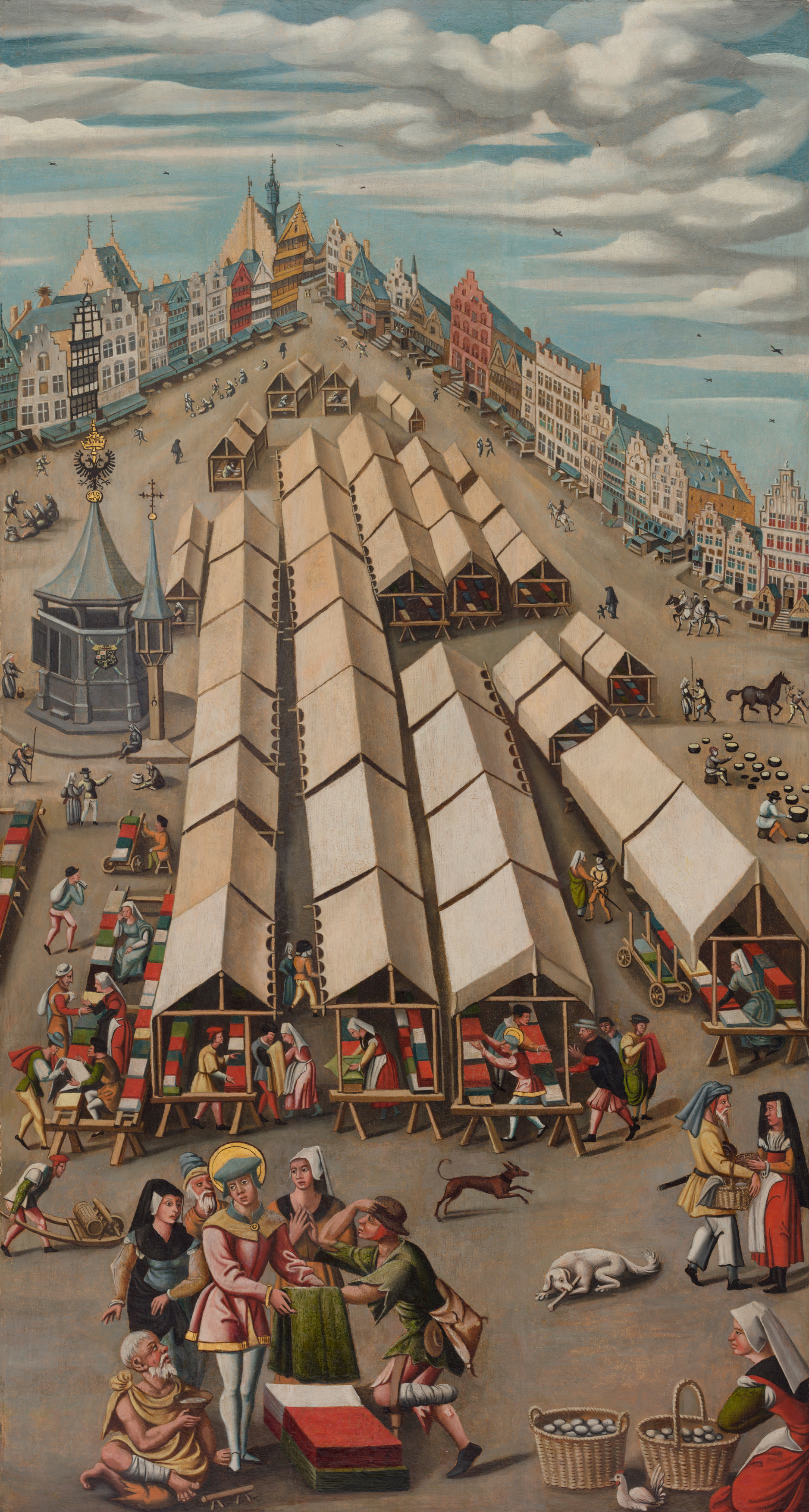
De Lakenmarkt van 's-Hertogenbosch (circa 1530)
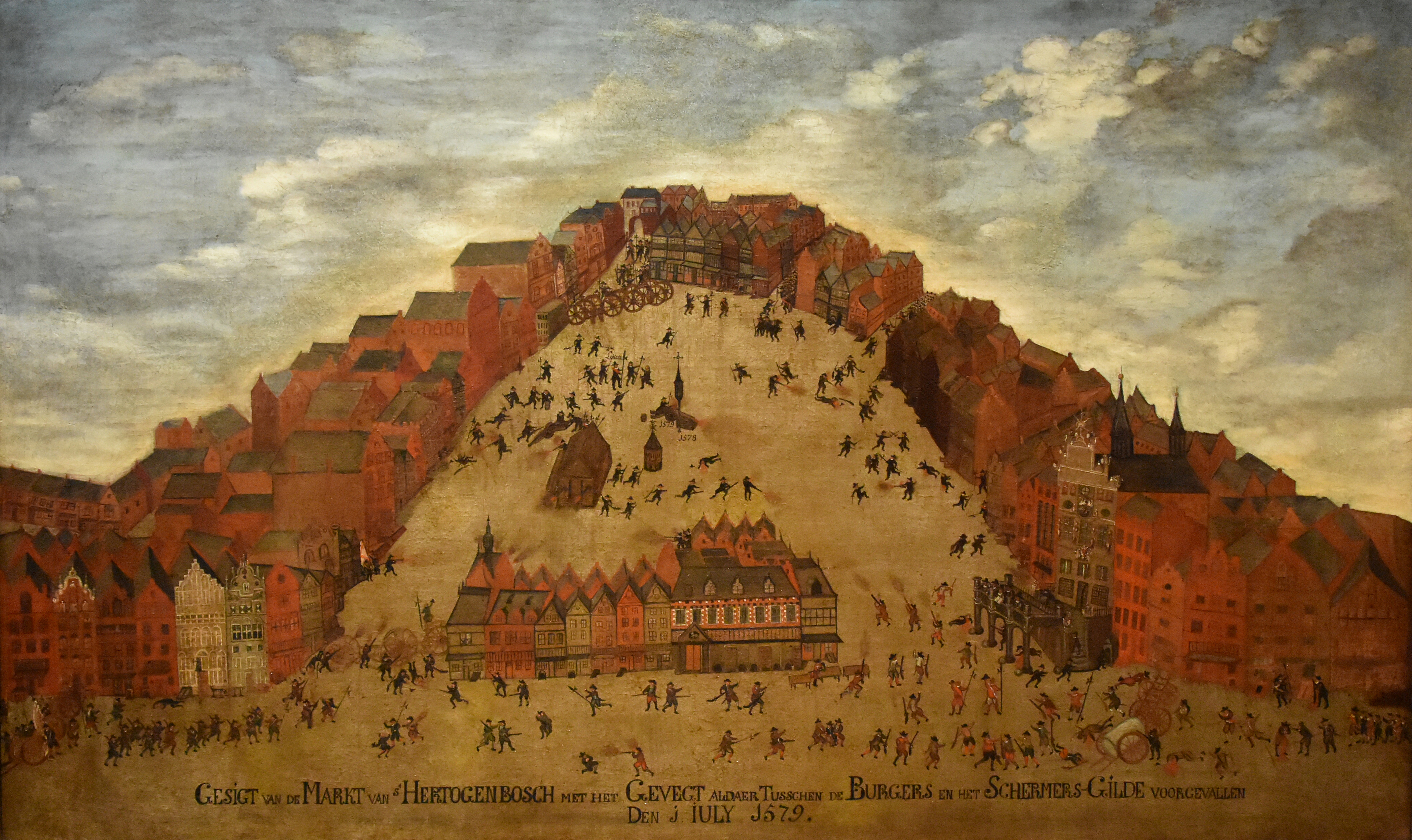
Het Schermersoproer (Jan van Diepenbeeck, 1579)
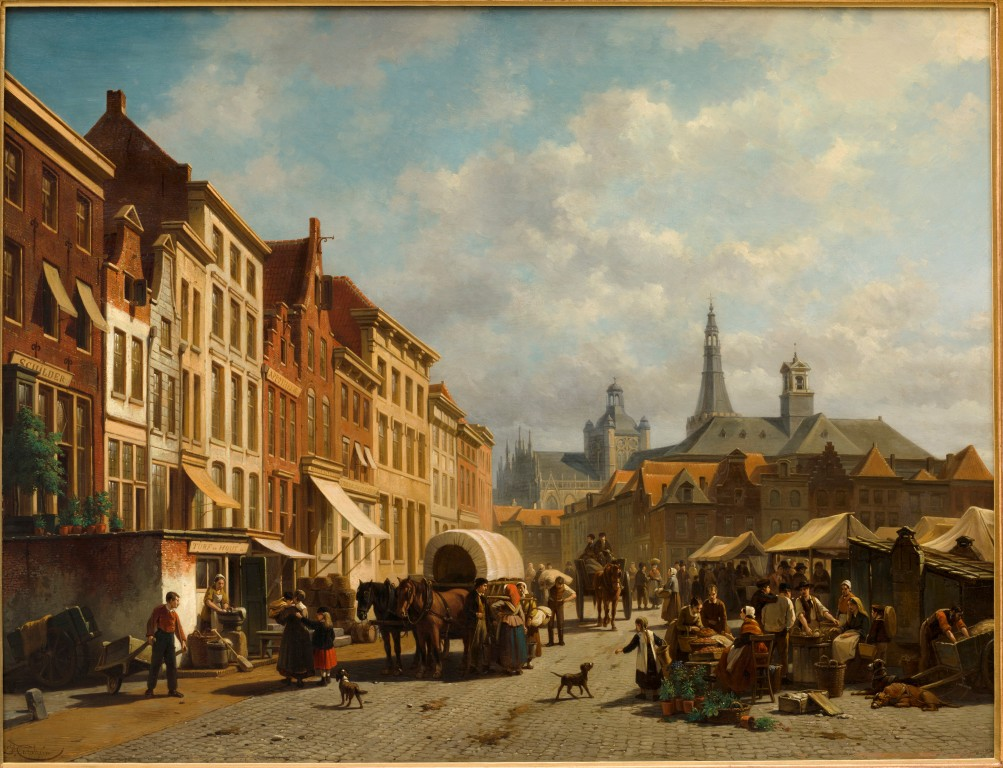
Markt Carabain
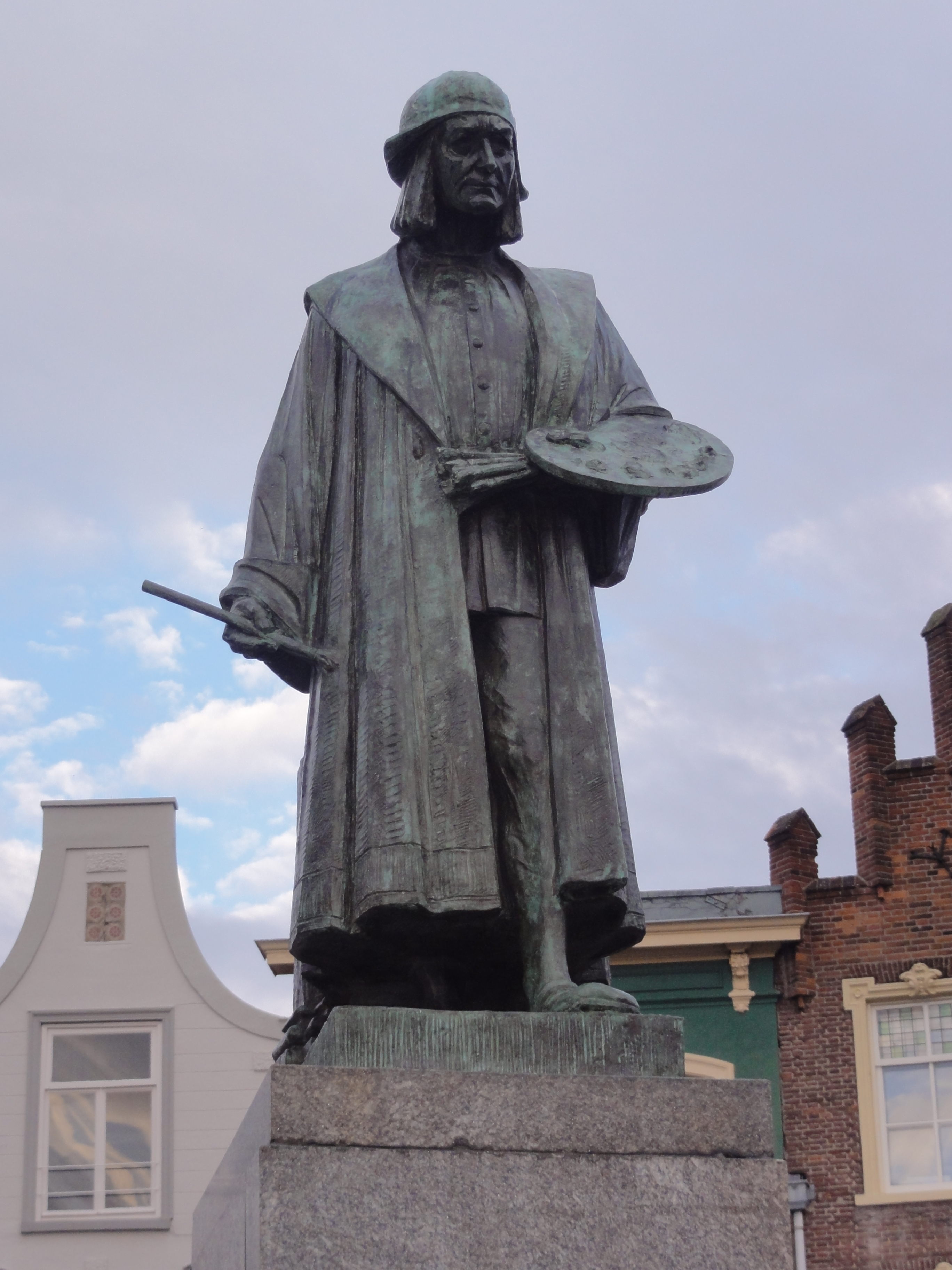
Standbeeld Jeroen Bosch
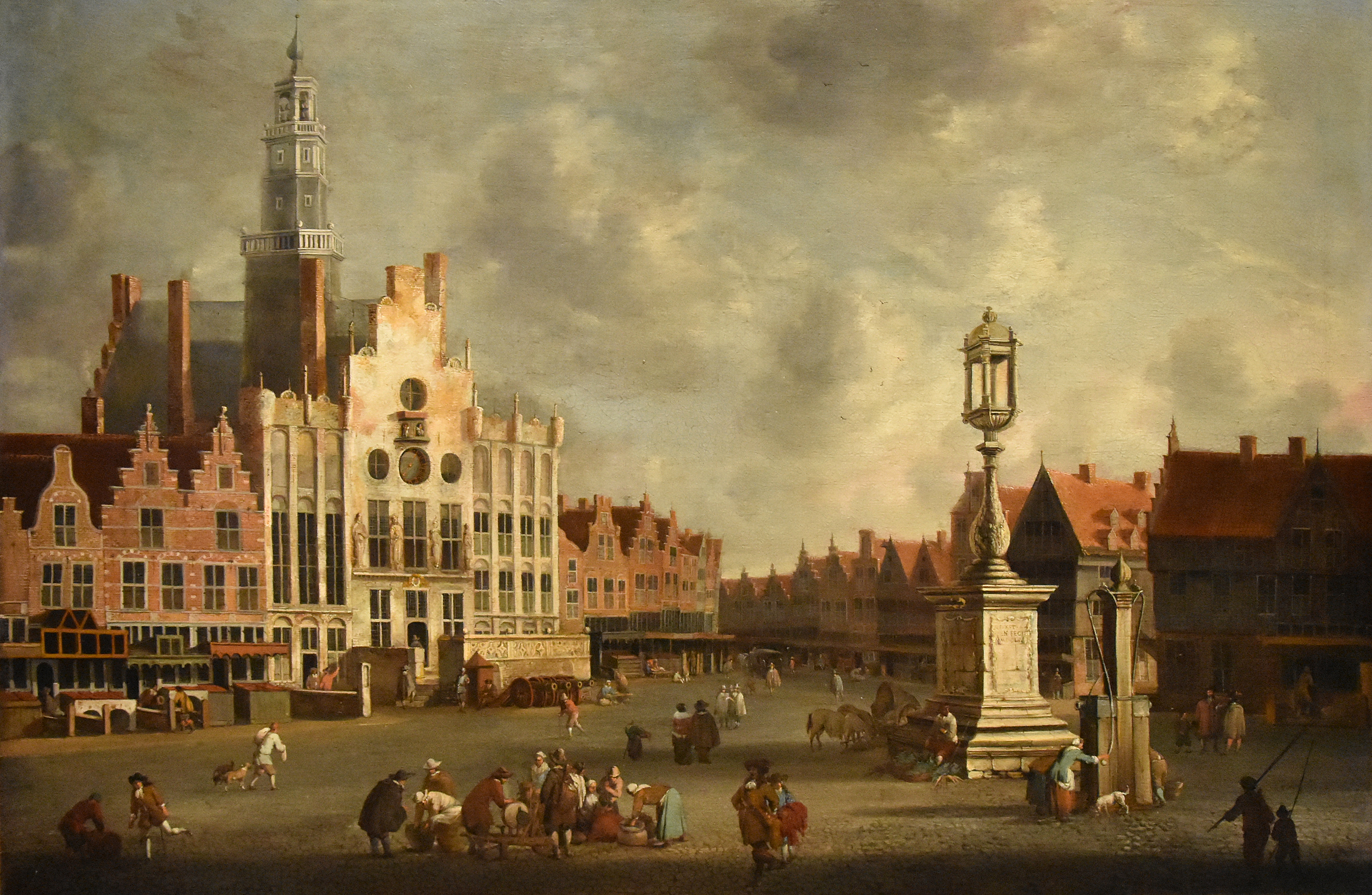
De markt te Den Bosch (Jan Abrahamsz. Beerstraaten, 1665)
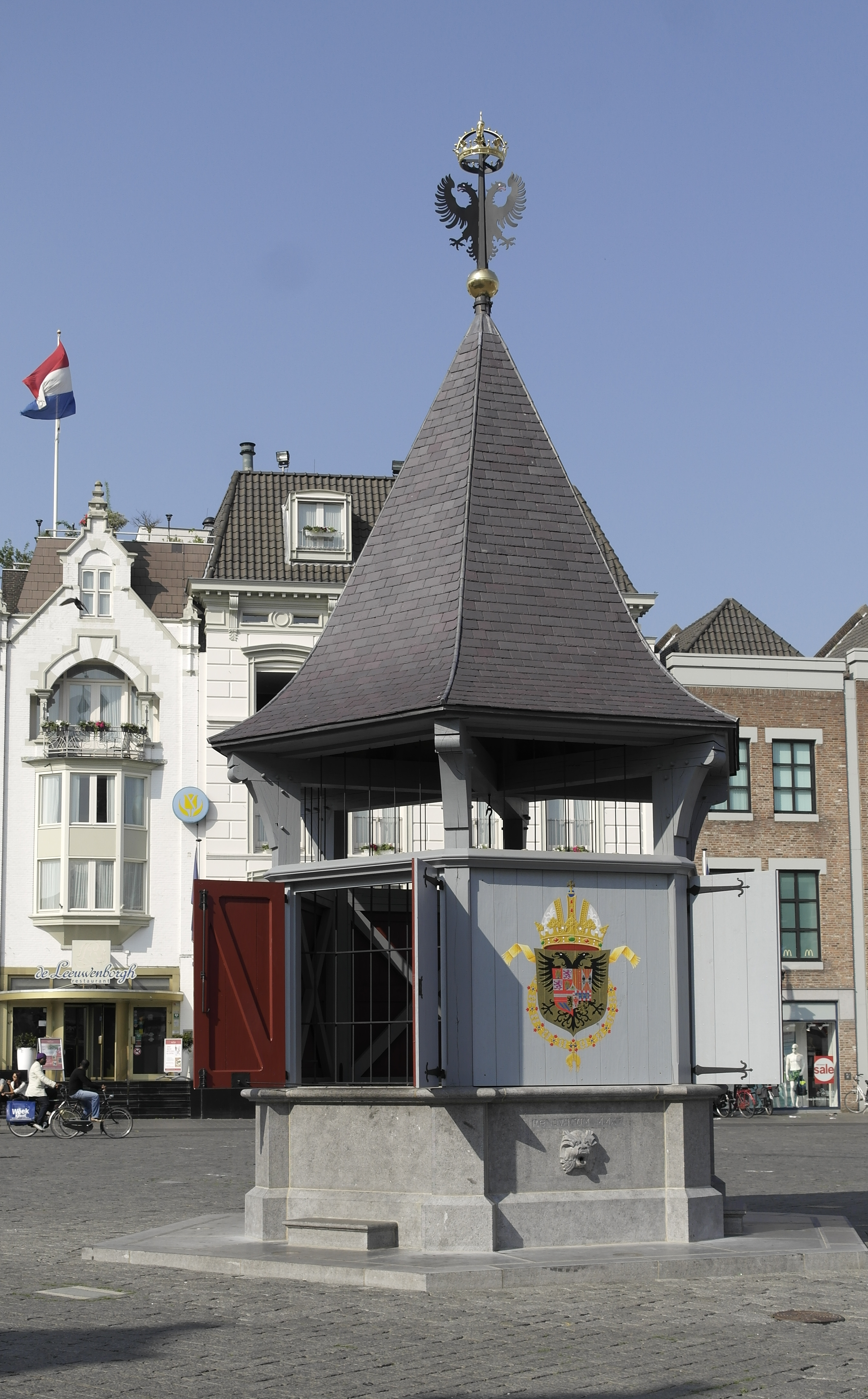
Puthuis
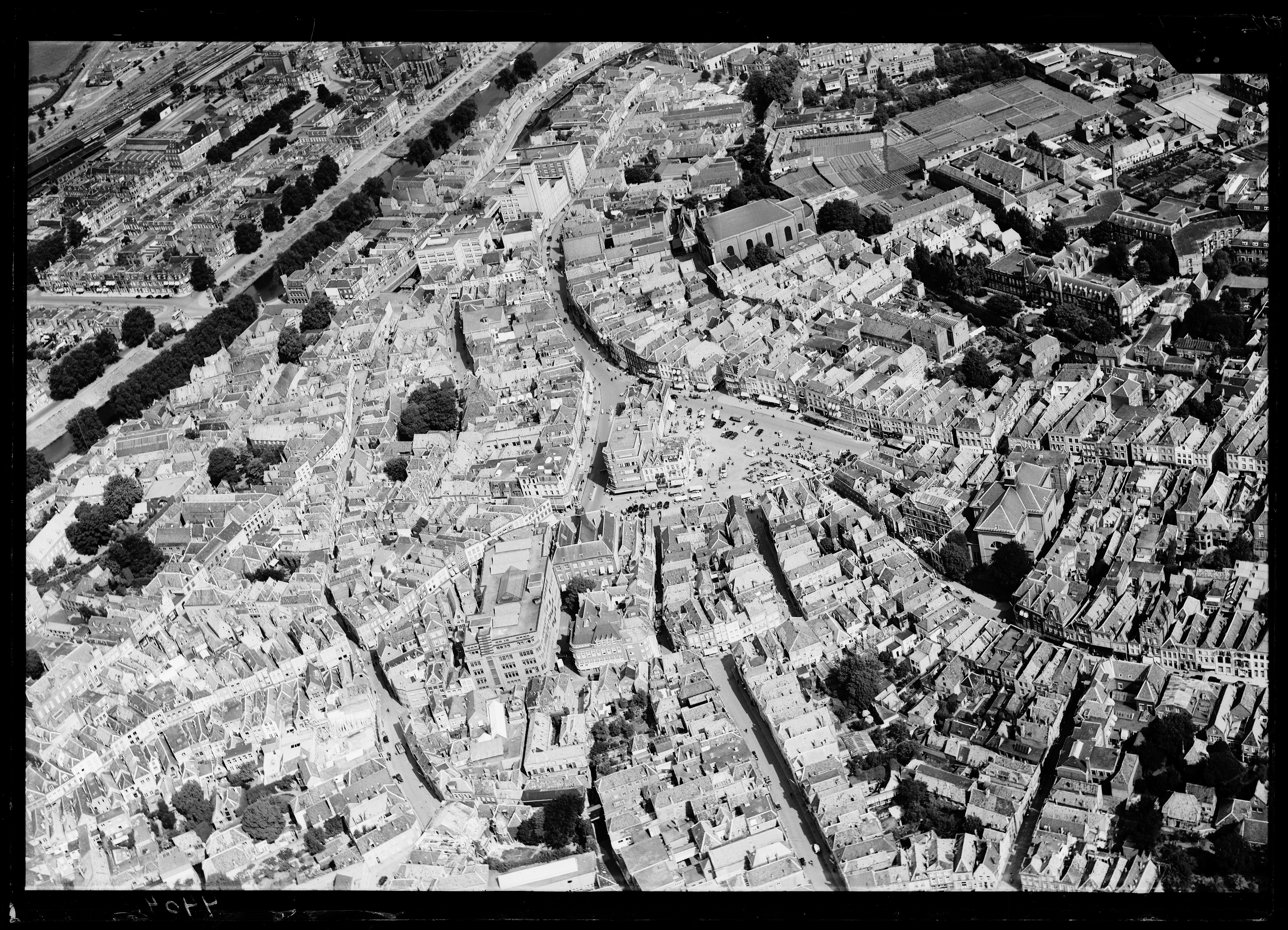
Luchtfoto van de markt en de binnenstad (1920–1940).